# Karumia estafilinoides
Karumia estafilinoides is een keversoort uit de familie withaarkevers (Dascillidae). De wetenschappelijke naam van de soort is voor het eerst geldig gepubliceerd in 1913 door Escalera.